# Камешек в небе
«Камешек в небе» (англ. Pebble in the Sky) — роман Айзека Азимова, вышедший в январе 1950 году. Относится к циклу о Галактической империи, куда также входят книги «Звёзды как пыль» и «Космические течения». Переводился на русский язык также под названиями «Галька в небе», «Песчинка в небе», «Осколок Вселенной».

## История публикаций
«Камешек в небе» был первоначально создан Айзеком Азимовым летом 1947 под названием «Пусть мы стареем» («Grow Old With Me») для журнала «Startling Stories», главный редактор которого Сэм Мервин-младший просил написать повесть в сорок тысяч слов. Название является неправильной цитатой первых строчек стихотворения Роберта Браунинга «Рабби Бен-Езра», попавших в финал романа. Однако из-за фокусирования издания на приключения, а не на научную фантастику, редакция решила не публиковать это произведение. В 1949 году редактор Doubleday Вальтер И. Брэдбери по совету Фредерика Пола взял эту историю, однако размер увеличился до семидесяти тысяч слов, и в январе 1950 года она была опубликована под названием «Камешек в небе». Первая редакция «Grow Old With Me» была опубликована в сборнике «The Alternate Asimovs» в 1986 году.
Книга неоднократно переиздавалась как в США, так и в России.

## Сюжет
827 год Галактической Эры. Вся Галактика объединена под властью Галактической (Транторианской) Империи со столицей на планете Трантор. Земля, чья почва в результате действий космонитов с планеты Аврора из романа «Роботы и империя» была практически полностью заражена радиацией, малопригодна для жизни. Как планета-прародина человечества она давно забыта, в это верит только правящий планетой Совет Старейших и прибывший с Баронны (сектор Сириуса) археолог Бел Арвардан.
В это время, в ходе случайной ядерной реакции, на Землю будущего из 1949 года попадает бывший портной и 62-летний пенсионер Джозеф Шварц. За прошедшие десятки тысяч лет произошли существеннейшие изменения в разговорном языке. Не способного общаться с местными жителями Шварца принимают за умственно отсталого и отдают физику Аффрету Шекту и его дочери-ассистентке Поле в качестве подопытного для экспериментальной процедуры. В результате операции у Шварца повысились умственные способности и появились телепатические способности.
За двести лет с момента утверждения власти империи население Земли под лозунгами о былом величии трижды поднимало восстания, которые были подавлены. Планета имеет несколько больших радиоактивных зон, хотя причина их возникновения неизвестна. Теперь она может прокормить всего лишь 20 миллионов людей, для чего функционирует жесткая система распределения ресурсов и лишение жизни всех достигнувших возраста шестидесяти лет, кроме сделавших значительный вклад в развитие общества.
Власть на планете поделена между представляющими Галактическую империю прокуратором (наместником), подчинёнными ему военными гарнизонами и «Советом старейших», члены которого придерживаются идей о превосходстве землян над жителями других планет. Члены совета создают смертельный вирус, действующий только на жителей иных планет, с помощью которого они хотят поработить оставшуюся часть империи и отомстить за судьбу Земли.
Джозеф Шварц с Шектами и Арварданом попадают к повстанцам в плен и узнают об их планах, но с помощью телепатии Шварца им удаётся уничтожить хранилище вируса в районе Сент-Луиса. Книга заканчивается на оптимистической ноте — возможно, удастся убедить Империю восстановить Землю, заменив заражённую почву.

## Отзывы
Бучер и МакКомас были разочарованы романом, несмотря на наличие хороших идей. Лайон Спрэг Де Камп в свою очередь высоко оценил книгу, назвав её «великолепной, одной из нескольких по-настоящему взрослых и профессиональных книжных работ».